# Malabar (Distrikt)

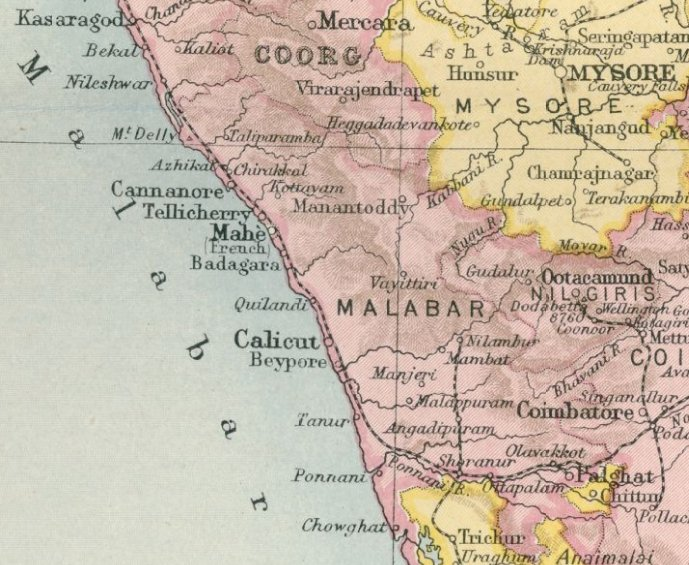
Kartenausschnitt aus dem Imperial Gazetteer of India

Der Distrikt Malabar ist ein ehemaliger Distrikt in Indien. Er bestand bis 1956 und lag an der Malabarküste im nördlichen Teil des heutigen Bundesstaates Kerala. Das Gebiet des Distriktes Malabar umfasste die heutigen Distrikte Kannur, Kozhikode, Wayanad, Malappuram, den größten  Teil des Distrikts Palakkad, einen kleineren Teil des Distrikts Thrissur sowie die im Indischen Ozean gelegene Inselgruppe der Lakkadiven. Verwaltungszentrum war die Stadt Kozhikode (Calicut).
Des Distrikts Malabar entstand, nachdem Tipu Sultan, der Herrscher von Mysore, 1792 am Ende des Dritten Mysore-Krieges den nördlichen Teil der Malabarküste an die Britische Ostindien-Kompanie abtrat. 1799 folgte das Gebiet von Wayanad (Wynaad). Die Briten gliederten das Gebiet als Distrikt Malabar in die Präsidentschaft Madras ein. Nach der indischen Unabhängigkeit wurden die Grenzen der südindischen Bundesstaaten 1956 durch den States Reorganisation Act entsprechend den Sprachgrenzen neu gezogen. Der Distrikt Malabar wurde dabei zusammen mit dem Staat Travancore-Cochin zum malayalamsprachigen Bundesstaat Kerala zusammengelegt. Zum Jahresbeginn 1957 wurde der Distrikt Malabar in die drei Distrikte Kozhikode, Palakkad und Kannur geteilt. Der Distrikt Malappuram entstand 1969 aus Teilen der Distrikte Kozhikode und Palakkad, der Distrikt Wayanad wurde 1980 aus Teilen der Distrikte Kozhikode und Kannur gebildet.
Die Inselgruppe der Lakkadiven (inklusive der Insel Minicoy) wurde im Zuge des States Reorganisation Act zusammen mit den angrenzenden Amindiven zum Unionsterritorium Lakkadiven, Amindiven und Minicoy zusammengelegt, das seit 1973 den Namen Lakshadweep trägt.